# Scotasmus
Scotasmus är ett släkte av skalbaggar. Scotasmus ingår i familjen vivlar.
Kladogram enligt Catalogue of Life:
| Scotasmus | \| \| Scotasmus carinirostris \| \| \| \| |
|           | \| \| Scotasmus carinirostris \| \| \| \| |
|           | Scotasmus carinirostris                   |
|           |                                           |